# عثة
العُثَّة أو تحت رتبة الفراشات (الجمع: عثٌّ وعُثَثٌّ وعِثاث)، هي مجموعة كبيرة من الحشرات القريبة من الفراشات، وهي من أكثر الكائنات الحية شيوعا في العالم، حيث تتواجد في مختلف الأقاليم والمناخات، حتى الثلجية منها. وتتميز معظم الكائنات التي تنتمي للنوعان بوجود زوجين من الأجنحة، الزوج الأمامي الكبير، والزوج الخلفي الأصغر نسبيا. تنتمي العثث إلى عائلة Lepidoptera المستوحاة من الكلمتين الإغريقيتين: Lepis بمعنى حراشف، و pteron بمعنى جناح، بسبب وجود حراشف دقيقة تغطي الأجنحة بشكل تام، ولذلك تسمى بعائلة حرشفية الأجنحة.

## الاختلافات الرئيسية بين الفراشات والعثث
بالرغم من انتمائهما إلى الرتبة نفسها، إلا أنهما تختلفان من نواح عدة.

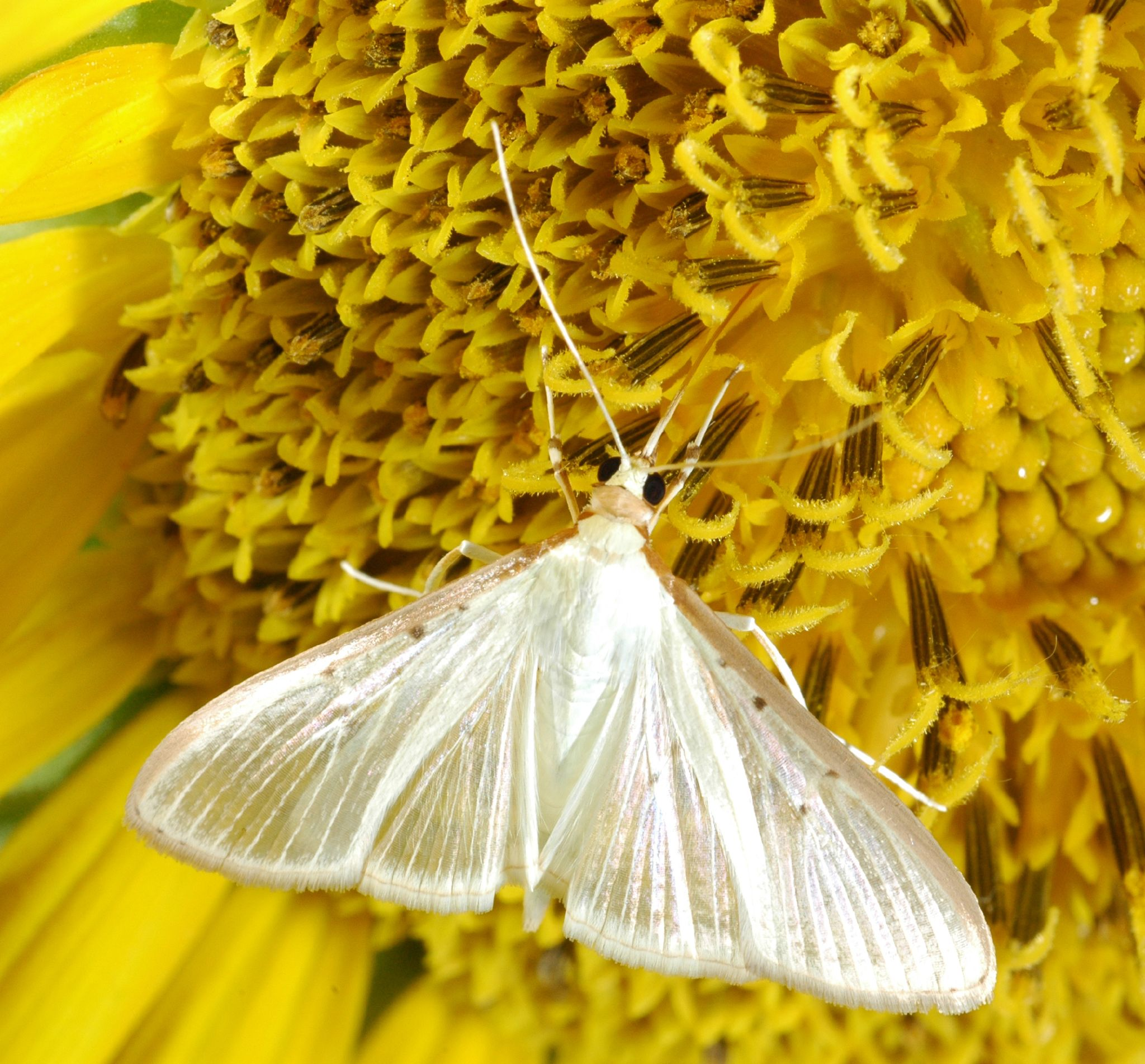
نوع من أنواع حشرة العث

| العث                                                                              | الفراشات                                                                |
| --------------------------------------------------------------------------------- | ----------------------------------------------------------------------- |
| تعتبر العثث كائنات ليلية، أي أنها لا تخرج إلا في الأوقات المظلمة، كالليل أو الفجر | تقوم الفراشات بأغلب نشاطاتها الحيوية في النهار                          |
| اتصال زوجي أجنحة العث ببعضها بخطاف أو مجموعة من الخطافات                          | تفتقر الفراشات إلى وجود هذه الخطافات                                    |
| القرون الاستشعارية قصيرة والجسم مغطى بشعر كثيف                                    | القرون الاستشعارية طويلة نسبيا وتنتهي بانتفاخ والجسم غير مغطى بشعر كثيف |
| عند التوقف عن الطيران، تكون وضعية الجناحان ممدودة أو مشدودة حول الجسم             | تجمعها إلى الخلف                                                        |

## التشريح الخارجي للعثة
يتكون الجسم، كمعظم الحشرات، من ثلاثة أجزاء رئيسية، يحمل كل منها مجموعة من الأعضاء.
- الرأس:وهو موجود في مقدمة الجسم، وهو يتكون من العينين على الجانبين وقرنا الاستشعار الواقعة بينهما، وتستخدم القرون الاستشعارية أساسا لالتقاط الروائح والشم، فهما حساستان للمواد الكيماوية في الجو. كما يوجد به الفم واللسان الذي يشبة الماصة الرفيعة، ولذلك يتكون غذائها عادة من رحيق الأزهار والمواد السائلة بشكل عام.
- الصدر:وهي المنطقة التي تتوسط الجسم، بين الرأس والبطن، وهو يحمل الجناحان في أغلب العثث، حيث تفتقر بعض الإناث لوجودههما، وكذلك، كعادة جميع الحشرات، الأرجل الست، التي تحمل حليمات خاصة بالتذوق.
- البطن:وهو الجزء الخلفي من العثة، يلي منطقة الصدر، وهو يحمل معظم الأجهزة والأعضاء الهامة في جسم العثة، من بينها الجهاز الهضمي والتناسلي، إلى جانب فتحات التهوية التي تعمل كجهاز تنفسي.

## دورة الحياة
تتكون دورة الحياة لدى العثث من أربعة مراحل أساسية:
| المرحلة                    | المواصفات |
| -------------------------- | --- |
| البيضة                     | تبيض أنثى العث البالغة ما يزيد عن عشرة آلاف بيضة، على أوراق بعض الأنواع من النباتات، تمتاز بشكلها البيضاوي أو الدائري ولونها الأبيض. |
| اليرقة أو اليسروع (الأسروع | عند مغادرتها للبيضة، فإنها تتناول بقايا البيضة، بالإضافة إلى الورقة التي وجدت البيضة فوقها، وهي تتكون في العادة من 14 جزء، وهي تستخدم أجزاء شبيهة بالأرجل (محاجم) من أجل الزحف، وقد اختلفت المصادر في توضيح إن كانت أرجل فعلا أم مجرد محاجم تستخدم للالتصاق بأغصان الأشجار. من المعروف أن يرقات العثث تتناول أوراق النباتات بنهم كبير، مما يجعل بعضها ضمن الآفات الزراعية الخطيرة، وهي تفتقر لوجود اللسان الماص، فتستخدم فكوكها القوية. تقوم اليرقة بسلخ جلدها وتبديله كلما كبرت في الحجم. |
| الخادرة                    | تبني اليرقة لنفسها بعد فترة، شرنقة حريرية بواسطة خيوط الحرير التي تفرزها من عضو صغير موجود برأسها، وقد تمتد هذه الخيوط لبضعة أمتار أو كيلومترات، ثم تقوم بتغليف نفسها حتى تصبح خادرة، وتلصق أحد أو كلا أطراف الشرنقة بجسم صلب. |
| الحشرة البالغة             | يختلف الوقت اللازم لإتمام عملية التحول، وعندما تبزغ الحشرة من شرنقتها، فإنها تمزقها، وتفرد جناحيها عند مرور الدم بهما. لا تستمر فترة حياتها لمدة طويلة، بالرغم من وجود بعض الأنواع التي قد تعيش لعدة شهور. |

## أساليب الدفاع

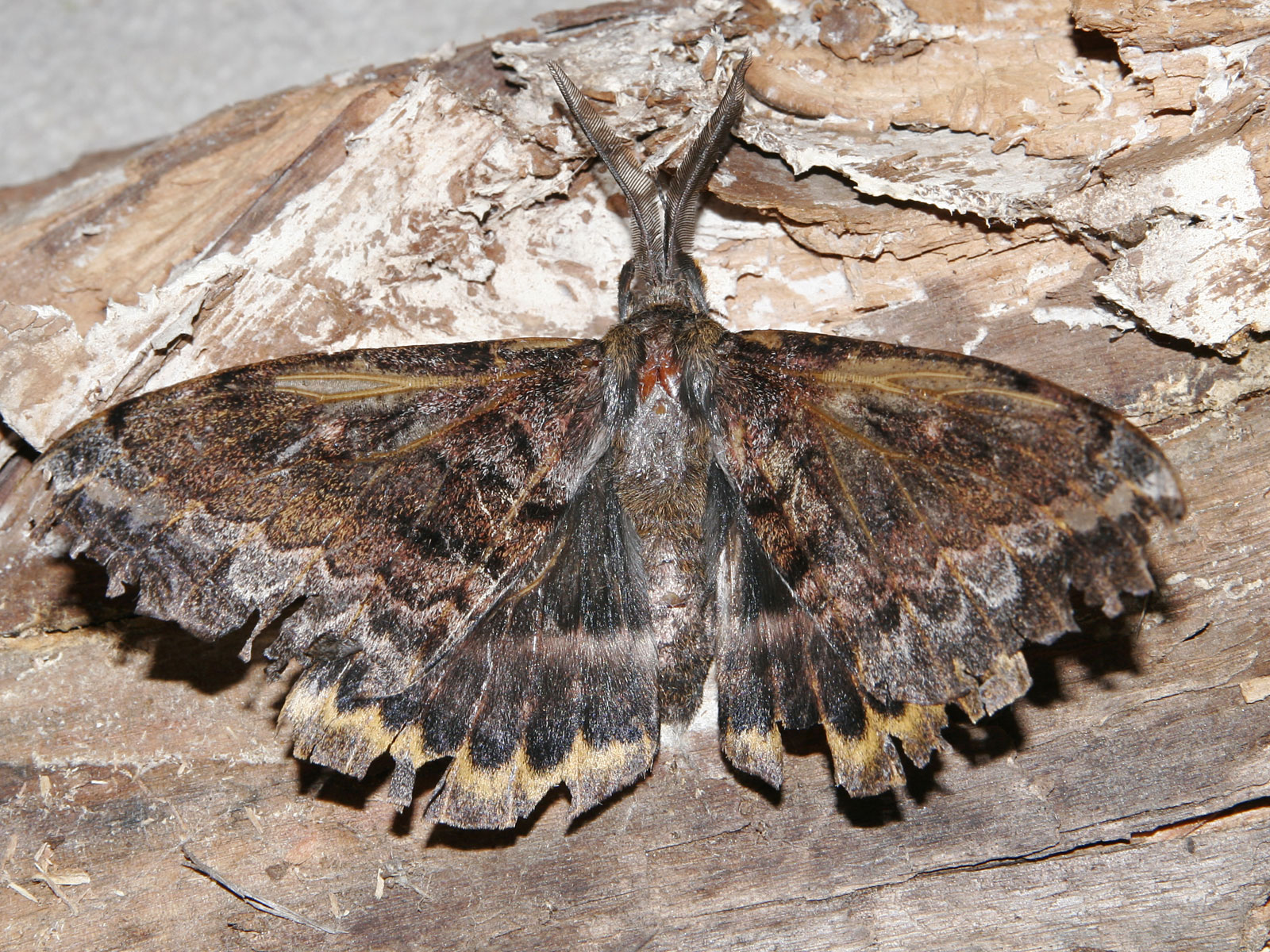
لون العثة المتناسبة مع لون غصن الشجرة يكون تمويها قويا

نظرا لكون العثث مستهدفة من قبل العديد من الكائنات الحية، وجب وجود بعض الطرق الدفاعية، والتي من أهمها:
- الألوان المتناسبة مع البيئة المحيطة حولها، مما يساعدها على التخفي.
- البقع العينية الموجودة على طرفي أجنحة بعض الأنواع، وهي شبيهة بأعين الحيوانات الكبيرة.
- مرارة مذاق بعض اليرقات، بالإضافة إلى كون بعضها سامة.

## معرض الصور

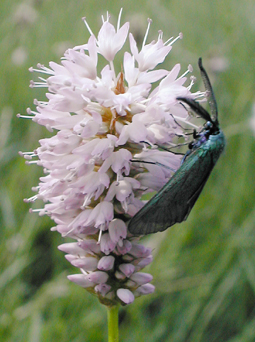
Forester Moth بزيات
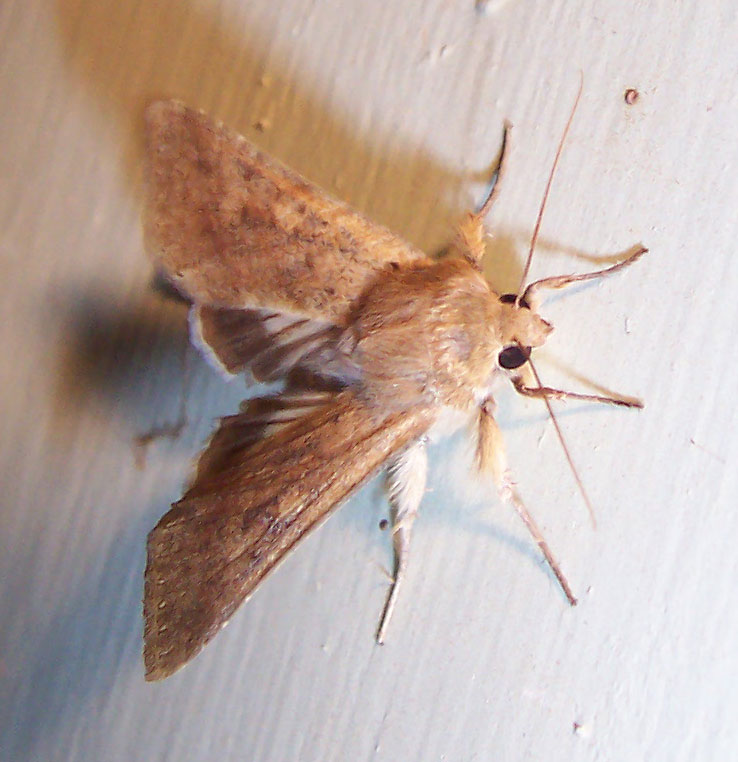
A moth
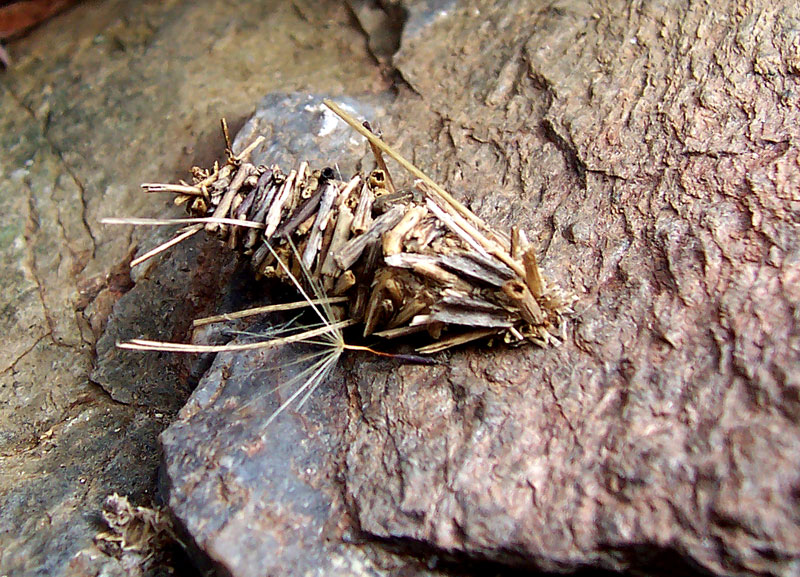
Case Moth عثة كيس الدودة
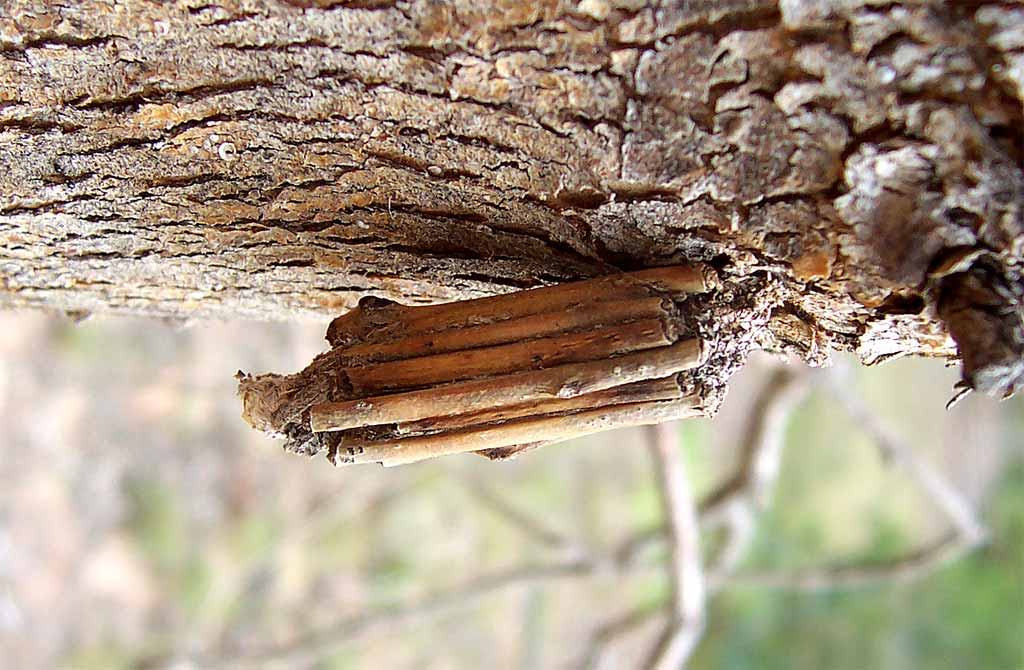
Case Moth عثة كيس الدودة
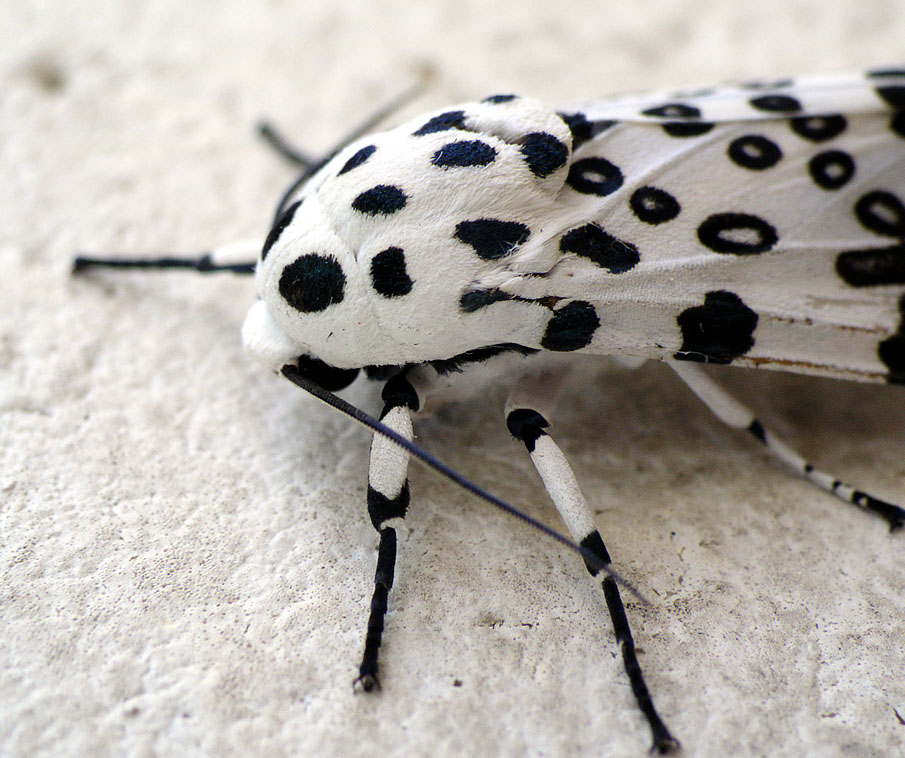
عثة النمر العملاقة أركتيداي
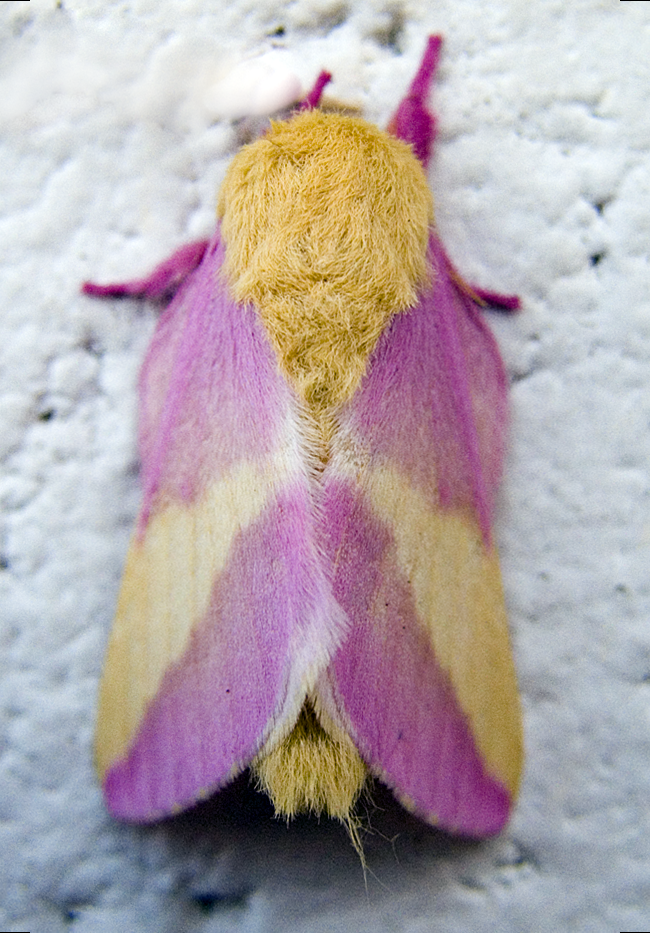
عثة درايوكامبا روبيكوندا Rosy Maple Moth
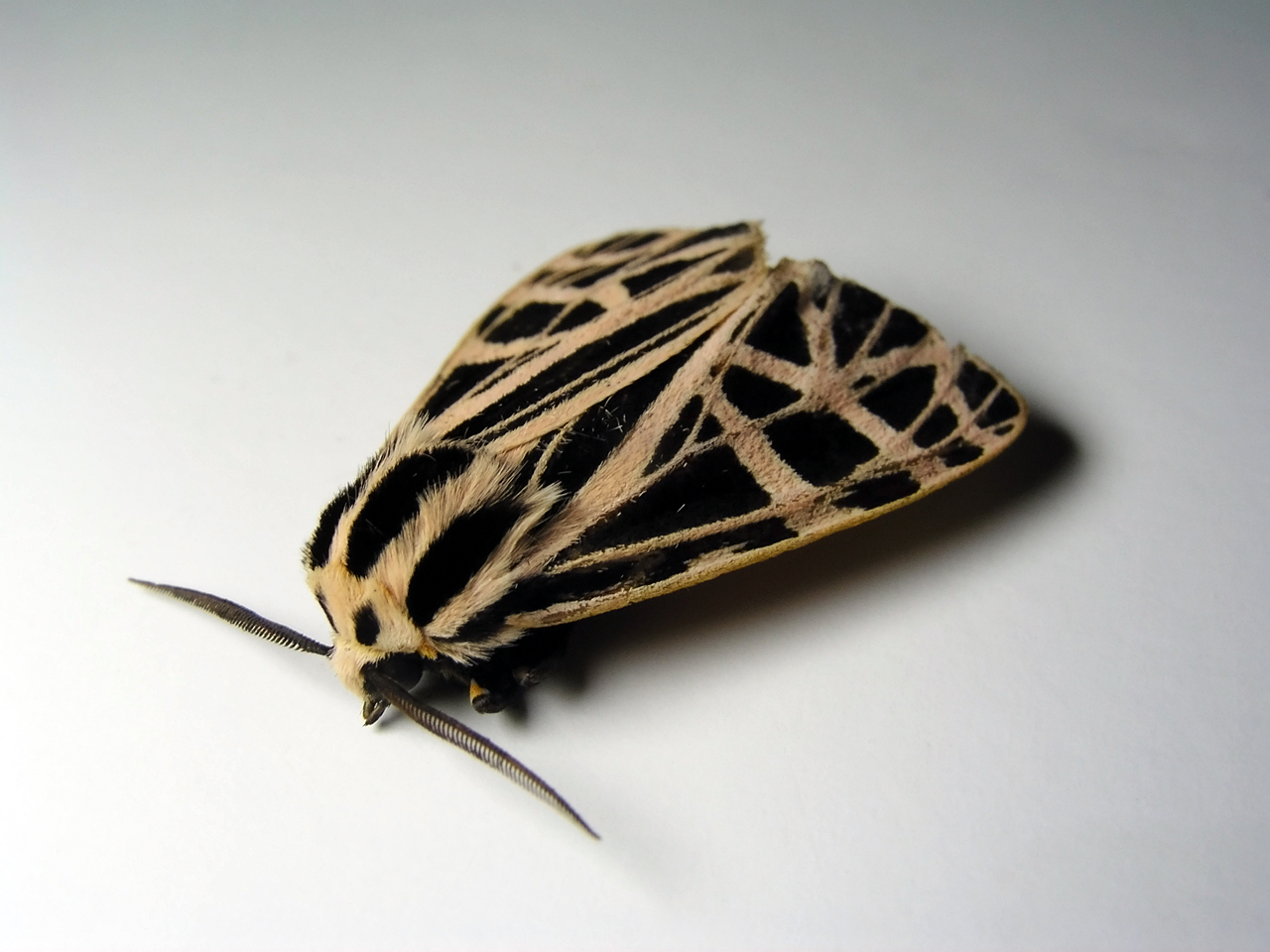
Grammia parthenice Tiger Moth
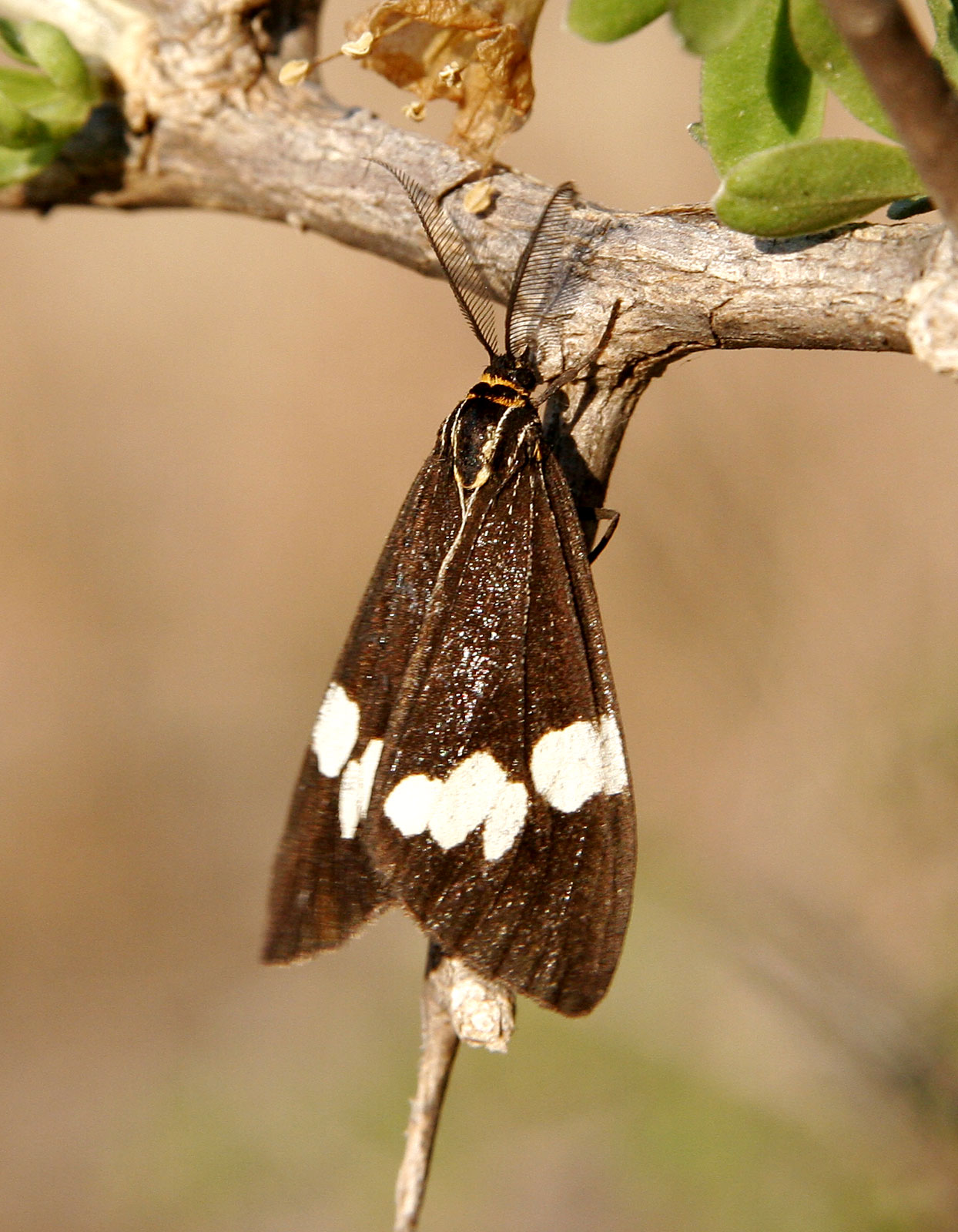
Nyctemera amica أركتيداي
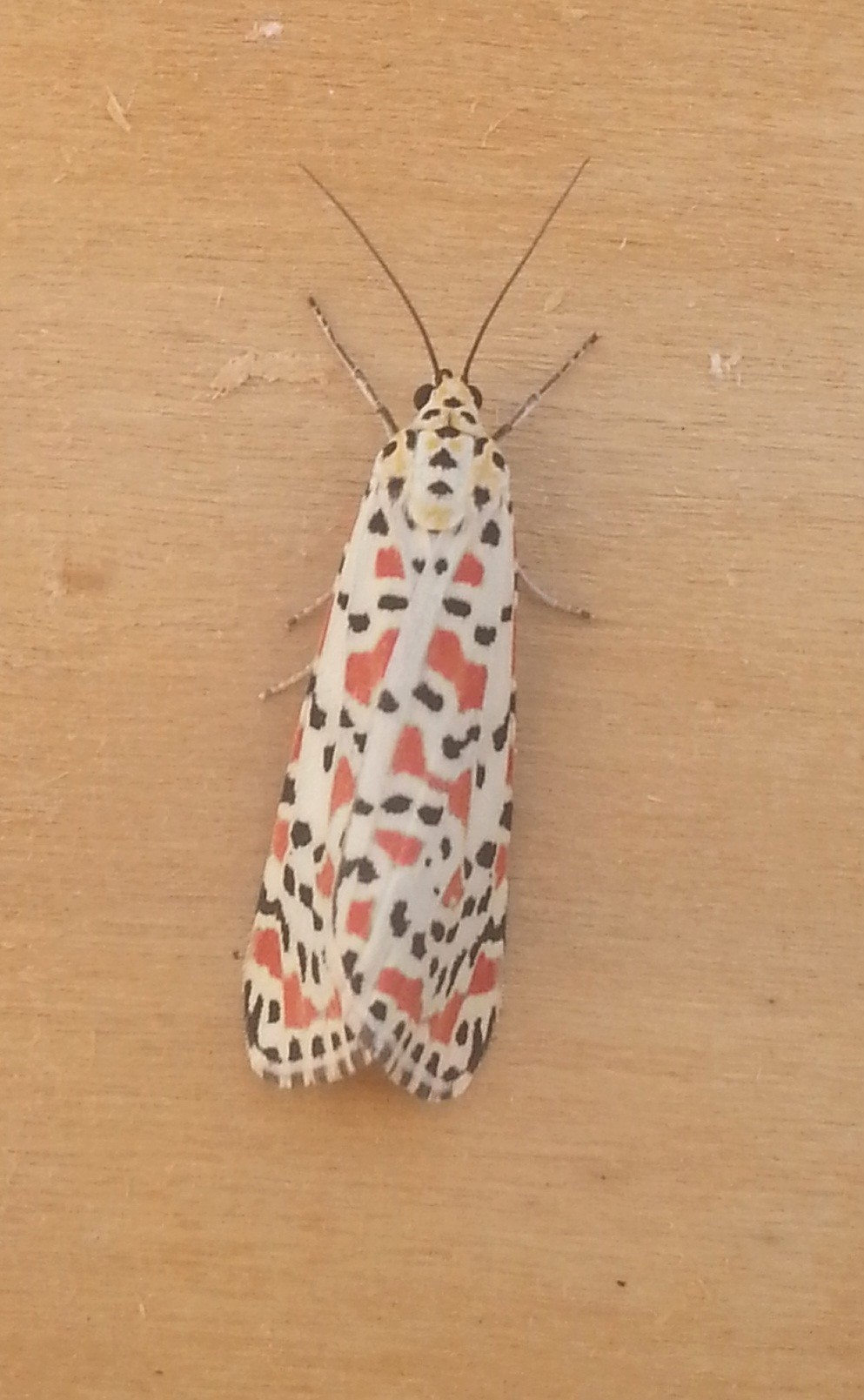
عثة النمر الجزائرية أركتيداي
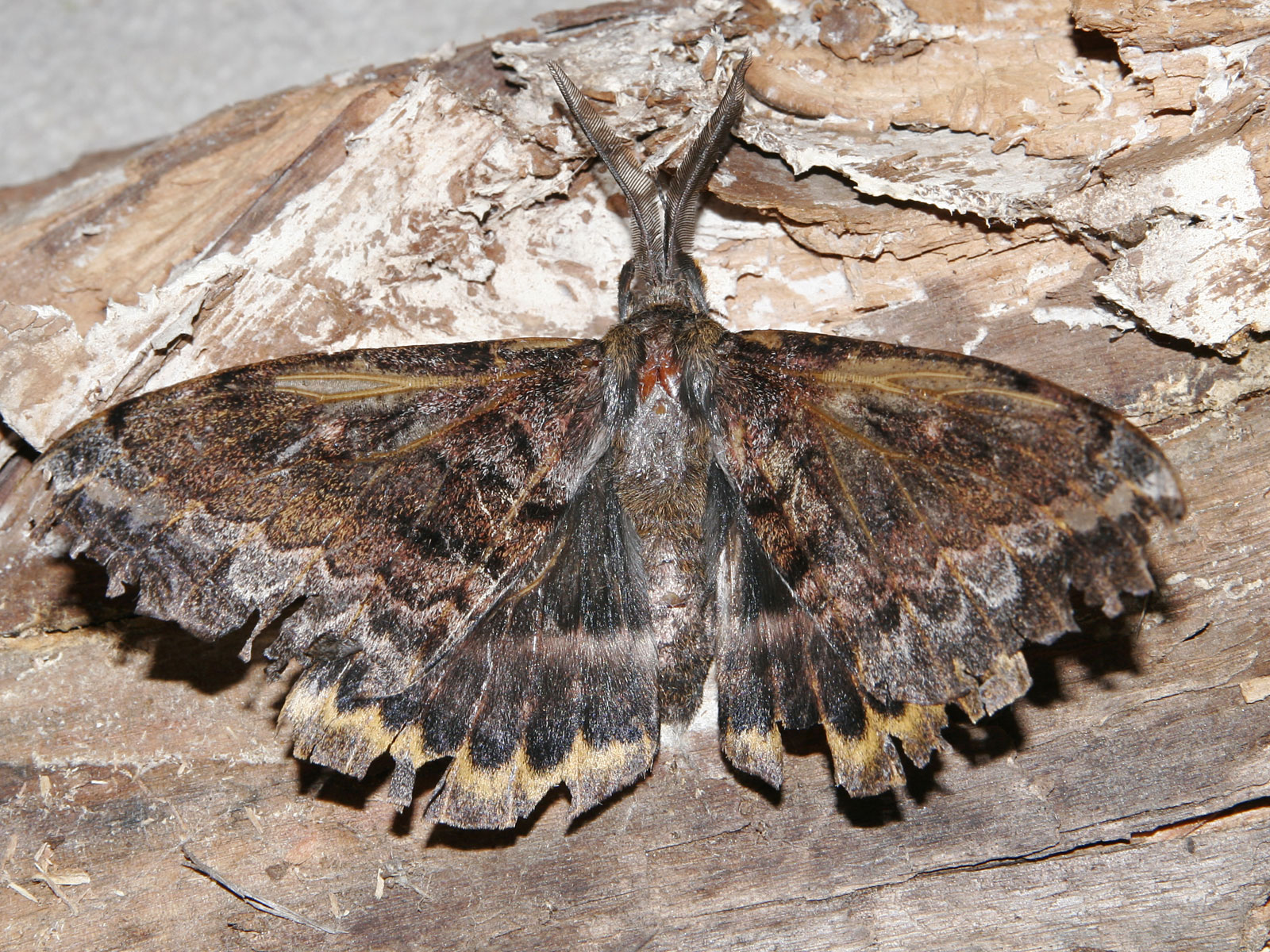
Chelepteryx collesi Anthelidae
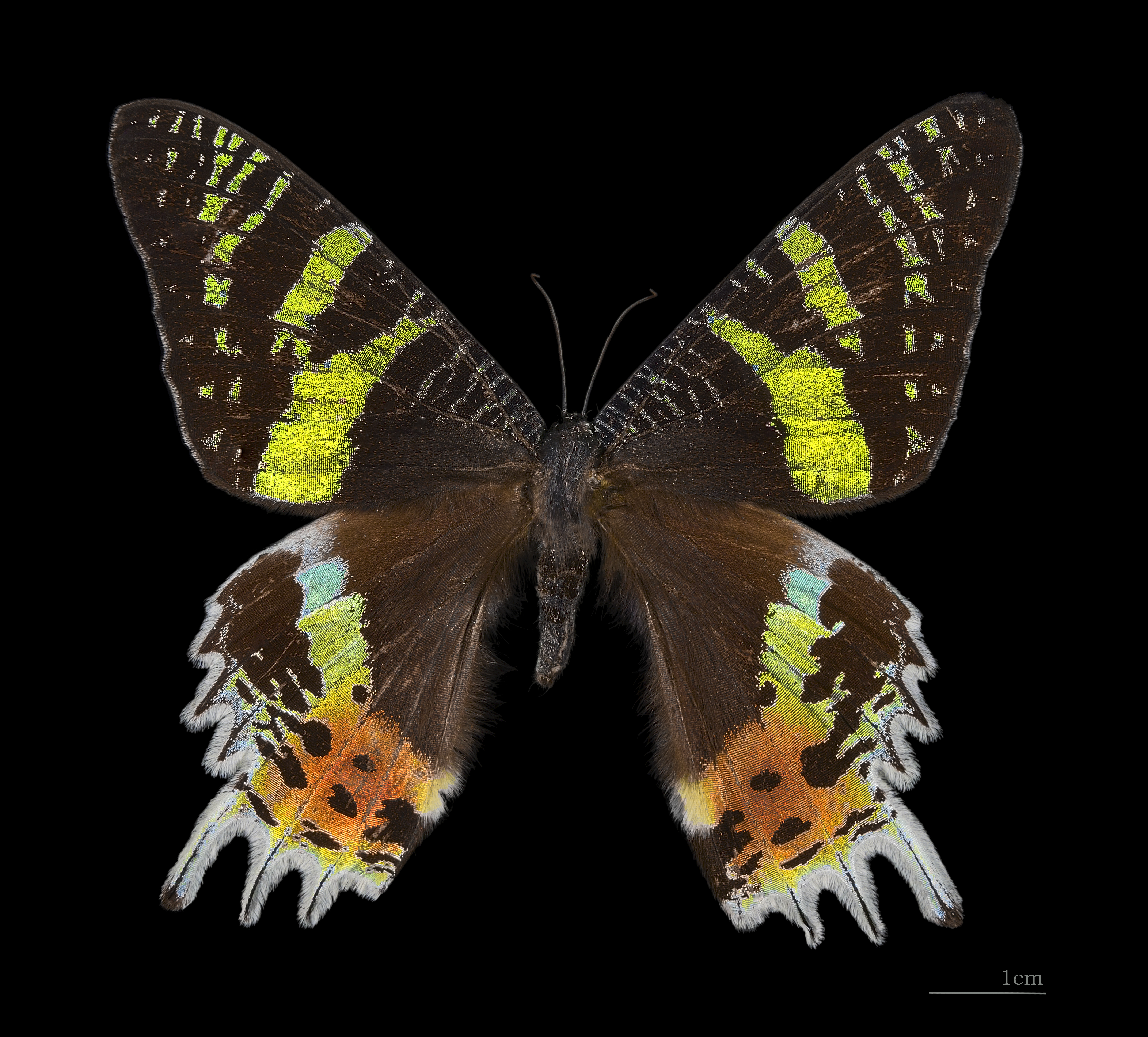
Chrysiridia rhipheus
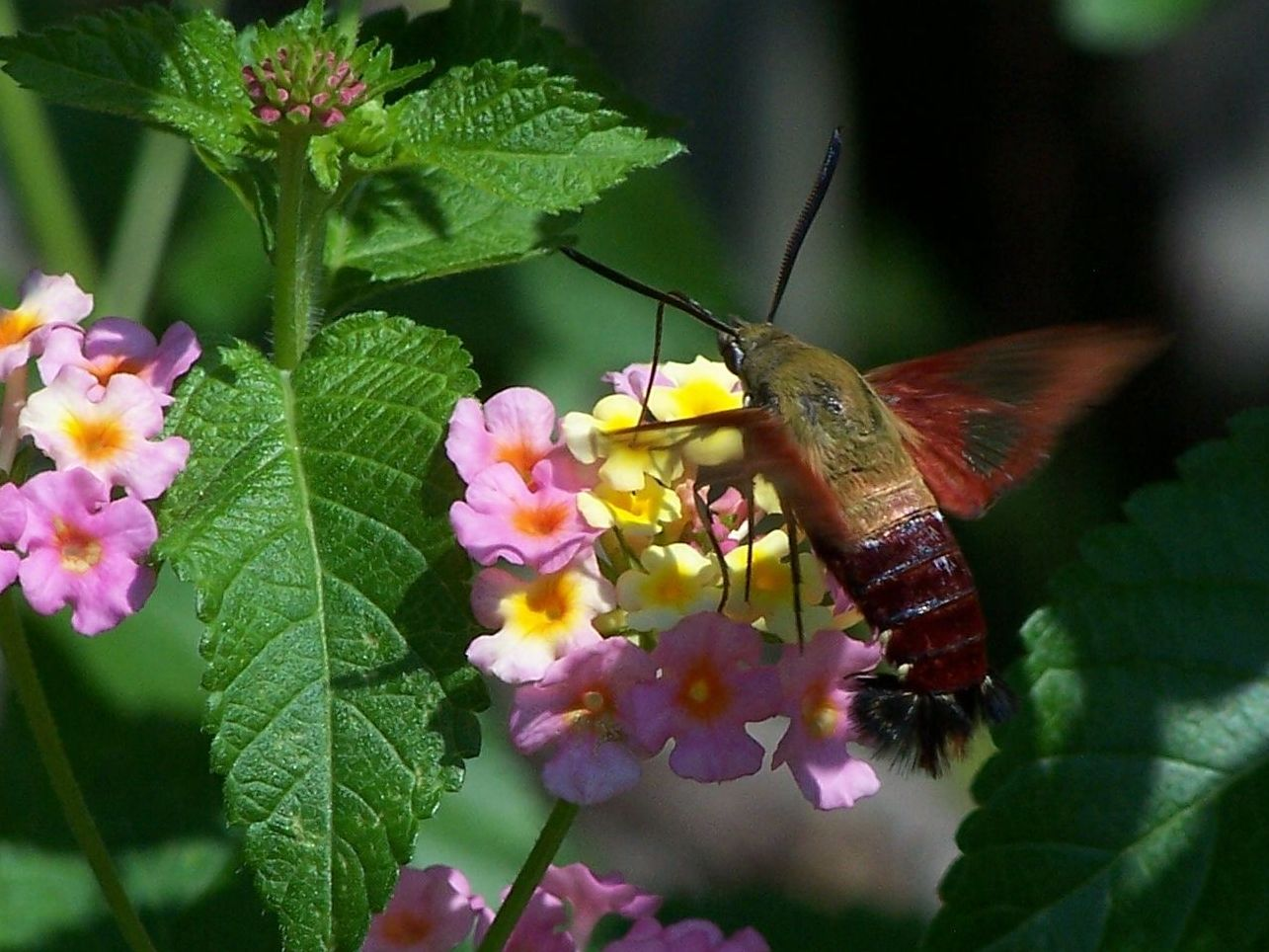
Hemaris thysbe Hummingbird Clearwing Moth
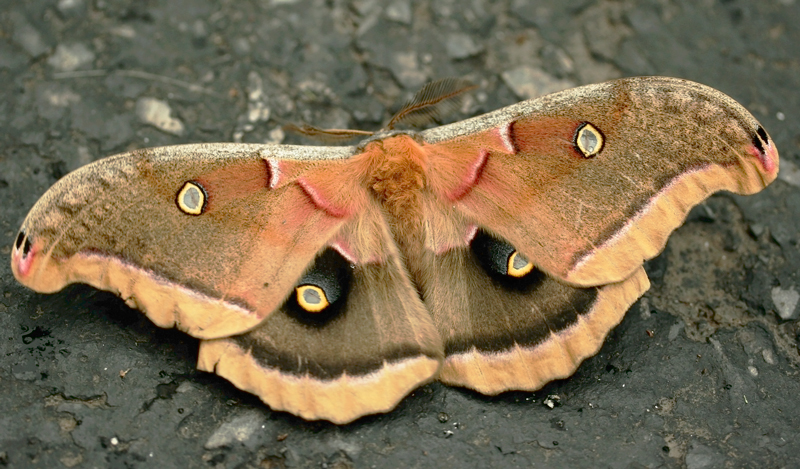
Polyphemus Moth

## اقرأ أيضا
- لونوميا (حشرة)
- عثة زحل
- فراشة
- فراشة مونارش

## وصلات خارجية
- العثث والفراشات التي تعيش في المناطق الاستوائية
- معلومات منوعة حول الفراشات والعثث نسخة محفوظة 21 أغسطس 2007 على موقع واي باك مشين.